# Чемпионат мира по настольному теннису 1987
Чемпионат мира по настольному теннису 1987 года прошёл с 19 февраля по 1 марта в Нью-Дели (Индия).

## Медали

### Команды
| Пол     | Золото                                                                | Серебро                                                                                    | Бронза                                                             |
| ------- | --------------------------------------------------------------------- | ------------------------------------------------------------------------------------------ | ------------------------------------------------------------------ |
| Мужчины | Китай · Чэнь Лунцань · Чэнь Синьхуа · Цзян Цзялян · Тэн И · Ван Хао   | Швеция · Микаэль Аппельгрен · Ульф Карлссон · Эрик Линд · Йёрген Перссон · Ян-Уве Вальднер | КНДР · Чу Джончхоль · Хон Чхоль · Ким Сонхи · Ли Гунсан            |
| Женщины | Китай · Чэнь Цзинь · Дай Лили · Цзяо Чжиминь · Ли Хуэйфэнь · Хэ Чжили | Республика Корея · Пэк Сунъэ · Хон Сунхва · Хён Джон Хва · Ян Ён Джа                       | Венгрия · Чилла Баторфи · Сильвия Кан · Кристина Надь · Эдит Урбан |

### Спортсмены
| Разряд                   | Золото                   | Серебро                       | Бронза                        |
| ------------------------ | ------------------------ | ----------------------------- | ----------------------------- |
| Мужской одиночный разряд | Цзян Цзялян              | Ян-Уве Вальднер               | Чэнь Синьхуа                  |
| Мужской одиночный разряд | Цзян Цзялян              | Ян-Уве Вальднер               | Тэн И                         |
| Женский одиночный разряд | Хэ Чжили                 | Ян Ён Джа                     | Гуань Цзяньхуа                |
| Женский одиночный разряд | Хэ Чжили                 | Ян Ён Джа                     | Дай Лили                      |
| Мужской парный разряд    | Чэнь Лунцань Вэй Цингуан | Илия Лупулеску Зоран Приморац | Анджей Грубба Лешек Кухарский |
| Мужской парный разряд    | Чэнь Лунцань Вэй Цингуан | Илия Лупулеску Зоран Приморац | Ан Джэ Хён Ю Нам Гю           |
| Женский парный разряд    | Хён Джон Хва Ян Ён Джа   | Дай Лили Ли Хуэйфэнь          | Хэ Чжили Цзяо Чжиминь         |
| Женский парный разряд    | Хён Джон Хва Ян Ён Джа   | Дай Лили Ли Хуэйфэнь          | Чо Джонхи Ли Бун Хи           |
| Микст                    | Хуэй Цзюнь Гэн Лицзюань  | Цзян Цзялян Цзяо Чжиминь      | Ван Хао Гуань Цзяньхуа        |
| Микст                    | Хуэй Цзюнь Гэн Лицзюань  | Цзян Цзялян Цзяо Чжиминь      | Ан Джэ Хён Ян Ён Джа          |